# 3 Musketeers
3 Musketeers is een Amerikaanse film uit 2011 van The Asylum met Heather Hemmens.

## Verhaal
Beginnend veiligheidsagente Alexandra D'Artagnan schakelt drie beruchte internationale spionnen in om een aanslag op de president te verijdelen.

## Rolverdeling
| Acteur          | Personage            |
| --------------- | -------------------- |
| Heather Hemmens | Alexandra D'Artagnan |
| XIN             | Athos                |
| Keith Allan     | Porthos              |
| Michele Boyd    | Aramis               |
| David Chokachi  | Lewis                |